# Episodi di Shin Chan (2001)
Questi sono gli episodi Shin Chan mandati originariamente in onda nel 2001 della serie anime. Ogni episodio è diviso in mini-episodi della durata di circa 10 minuti l'uno. Alcuni di questi episodi sono arrivati in Italia nel secondo ciclo di trasmissione.

## Episodi
| Nº Ja       | Nº It       | Titolo italiano Titolo giapponese 「Kanji」 - Rōmaji | In onda           | In onda                                        |
| Nº Ja       | Nº It       | Titolo italiano Titolo giapponese 「Kanji」 - Rōmaji | Giapponese        | Italiano                                       |
| Speciale 28 | –           | 「大型時代劇スペシャル! 春日部黄門〈再〉」 - Ōgata jidaigeki supesharu! Kasukabe Kōmon 〈Sai〉 「たこ上げはむずかしいゾ〈再〉」 - Tako age wa muzukashī zo 〈Sai〉 「アクション仮面スペシャルだゾ〈再〉」 - Akushon kamen supesharu dazo 〈Sai〉 「エスパー兄妹 今世紀最初の決戦！(1)」 - esupa kyōdai konseiki saisho no kessen! (1) 「エスパー兄妹 今世紀最初の決戦！(2)」 - esupa kyōdai konseiki saisho no kessen! (2) 「エスパー兄妹 今世紀最初の決戦！(3)」 - esupa kyōdai konseiki saisho no kessen! (3) | 5 gennaio 2001    | —                                              |
| 383         | 86b 84b 84c | Vita da scimmia 「猿山の一夜」 - saruyama no ichiya Nel nido dei novelli sposi 「新婚家庭に潜入だゾ」 - shinkonkatei ni sennyū da zo Ci penso io a lavare i piatti 「皿洗いならまかせとけだゾ」 - saraarai naramakasetokeda zo | 12 gennaio 2001   | 10 ottobre 2009 8 ottobre 2009                 |
| 384         | – 85a 85b   | 「プッチプチひまわり 3」 - pucchipuchi himawari 3 Gli acquisti segreti di papozzo 「父ちゃんのナイショの買い物だゾ」 - tōchan no naisho no kaimono da zo Anche mammola ha un grande segreto! 「母ちゃんのナイショの生活だゾ」 - kaachan no naisho no seikatsu da zo | 19 gennaio 2001   | — 9 ottobre 2009                               |
| 385         | 90b 86d 85c | Questa sera abbiamo ospiti 「今夜はすき焼きだゾ」 - konya hasuki yaki da zo I grandi risparmi 「節約はオラにおまかせだゾ」 - setsuyaku ha ora niomakaseda zo È proibito arrivare tardi 「遅刻は許さないゾ」 - chikoku ha yurusa nai zo | 26 gennaio 2001   | 14 ottobre 2009 10 ottobre 2009 9 ottobre 2009 |
| 386         | 88b-88d     | Giochiamo a mammavolo! Mammola entra in squadra (parte prima) Mammola entra in squadra (parte seconda) 「バレーボールやるゾ」 - bareboru yaru zo | 2 febbraio 2001   | 12 ottobre 2009                                |
| 387         | 80c         | Mammola è una fuoriclasse 「サインは「ヘ」だゾ」 - sain ha (he) da zo | 9 febbraio 2001   | 13 agosto 2009                                 |
| 388         | 87          | Vivo con il nonno (parte prima) Vivo con il nonno (parte seconda) Vivo con il nonno (parte terza) 「じいちゃんと暮らすゾ」 - jiichan to kura su zo | 23 febbraio 2001  | 15 ottobre 2009                                |
| 389         | 90a         | La meraviglia di Kasukabe 「じいちゃんと一緒だゾ」 - jiichan to issho da zo | 2 marzo 2001      | 14 ottobre 2009                                |
| 390         | 81b 81c 88a | La storia del Coniglietto Sghignazzetto! 「しあわせウサギ物語」 - shiawase usagi monogatari Gli sfoghi hanno le orecchie lunghe 「ネネちゃん家のウサギはかわいそうだゾ」 - nene chan ie no usagi hakawaisōda zo Il segreto della signorina Ageo 「上尾先生のひみつをさぐるゾ」 - ageo sensei nohimitsuwosaguru zo | 9 marzo 2001      | 5 ottobre 2009 12 ottobre 2009                 |
| 391         | 86c 71d 90c | Qualcuno vuole una rapa? 「大根がいっぱいだゾ」 - daikon gaippaida zo Un babysitter per Himawari 「風間くんはひまわりにモテモテだゾ」 - kazama kunhahimawarini motemote da zo Se usi la testa diventi intelligente 「頭はつかうとよくなるゾ」 - atama hatsukautoyokunaru zo | 16 marzo 2001     | 10 ottobre 2009 6 luglio 2009 14 ottobre 2009  |
| 392         | 101a 101b   | La principessa e il futuro suocero 「あいの大作戦だゾ（父ちゃん編）」 - aino daisakusen da zo (tōchan hen) Una collezione indigesta 「シール集めでがんばるゾ」 - shiru atsume deganbaru zo | 13 aprile 2001    | 15 febbraio 2010                               |
| Speciale 29 | 89a –       | Quando Shin Chan andrà a scuola 「エンピツしんちゃん」 - enpitsu shinchan 「野原家の歴史」 - Nohara-ka no rekishi | 20 aprile 2001    | 13 ottobre 2009 —                              |
| 393         | 101c 91a    | La principessa e la futura cognata「あいの大作戦だゾ（ひまわり編）」 - aino daisakusen da zo (himawari hen) Papozzo viene all'asilo 「父ちゃんが幼稚園に来たゾ」 - tōchan ga yōchien ni kita zo | 27 aprile 2001    | 15 febbraio 2010 16 ottobre 2009               |
| 394         | 91b 91c     | Agenzia investigativa Boo ti aiuta un po' 「名探偵ボーちゃんだゾ」 - meitantei bō chanda zo Quando cerchi qualcosa non la trovi mai 「探していると見つからないゾ」 - sagashi teiruto mitsu karanai zo | 4 maggio 2001     | 16 ottobre 2009                                |
| 395         | 92          | Mi stanno spiando 「オラの素行を調査だゾ」 - ora no sokō wo chōsa da zo La nostra casa cade a pezzi 「突然家が大変だゾ」 - totsuzen ie ga taihen da zo Epilogo (siamo senzatetto) 「エピローグ」 - Epirōgu | 11 maggio 2001    | 17 ottobre 2009                                |
| 396         | ? 93b       | Senza titolo 「オラの家がなくなったゾ」 - ora no ie ganakunatta zo Cerchiamo una casa nuova 「新しい家を探すゾ」 - atarashi i ie wo sagasu zo | 18 maggio 2001    | ? 18 ottobre 2009                              |
| 397         | 93b 93c     | Cambiamo casa 「引っ越しだゾ」 - hikkoshi da zo Cominciamo una nuova vita 「これから新しい生活だゾ」 - korekara atarashi i seikatsu da zo | 25 maggio 2001    | 18 ottobre 2009                                |
| 398         | 94a 94b     | Ci svegliamo nel nuovo appartamento 「アパートの朝だゾ」 - apato no asa da zo Salutiamo i nuovi vicini 「引っ越しの挨拶だゾ」 - hikkoshi no aisatsu da zo | 1º giugno 2001    | 19 ottobre 2009                                |
| 399         | 94c 95a     | Kazama è un esperto di scuse 「謝り上手な風間君だゾ」 - ayamari jōzu na kazama kun da zo Chi è la nostra vicina? 「隣は何をする人…ゾ」 - tonari ha naniwo suru nin... zo | 8 giugno 2001     | 19 ottobre 2009 20 ottobre 2009                |
| 400         | 95b 95c     | Le scorciatoie allungano la strada 「近道は遠い道だゾ」 - chikamichi ha tooi michi da zo Questa ragazza ci piace 「ギャルママ登場だゾ」 - gyarumama tōjō da zo | 15 giugno 2001    | 20 ottobre 2009                                |
| 401         | 102         | Progettiamo una casa da sogno 「プロローグ」 - purorogu Mammola vuole lavorare in casa 「夢の豪邸だゾ」 - yume no gōtei da zo Linea diretta con il vicino 「内職はおいしいゾ」 - naishoku haoishii zo | 22 giugno 2001    | 15 febbraio 2010                               |
| 402         | – 97a       | 「お隣りとつつぬけだゾ」 - o tonari totsutsunukeda zo Mammola si scatena 「ギャルママみさえだゾ」 - gyarumama Misae da zo | 29 giugno 2001    | — 22 ottobre 2009                              |
| 403         | 97b 97c     | Prepariamo la festa delle sette notti 「七夕飾りを作るゾ」 - tanabata kazari wo tsukuru zo I giorni di pioggia sono una pizza 「雨の日はイライラだゾ」 - ame no nichi ha iraira da zo | 6 luglio 2001     | 22 ottobre 2009                                |
| 404         | 98a 98b     | Questa volta è un incendio 「今度は火事だゾ」 - kondo ha kaji da zo Gli scarafaggi non sono tutti uguali 「クワガタ採りは大変だゾ」 - kuwagata tori ha taihen da zo | 13 luglio 2001    | 23 ottobre 2009                                |
| 405         | 98c 99a     | Le ragazze ci prendono 「おにごっこは女の勝負だゾ」 - onigokkoha onna no shōbu da zo Mammola ha una supertecnica 「母ちゃんは子育ての見本だゾ」 - kaachan ha kosodate no mihon da zo | 3 agosto 2001     | 23 ottobre 2009 24 ottobre 2009                |
| 406         | 99b 99c     | Riecco l'amico seccatore 「めいわく夫婦が来たゾ」 - meiwaku fūfu ga kita zo Togliamo le ragnatele 「クモの巣を取るゾ」 - kumo no su wo toru zo | 10 agosto 2001    | 24 ottobre 2009                                |
| 407         | 96a 96b     | Masao è l'unico testimone 「マサオ君だけが見ていたゾ」 - masao kun dakega mite ita zo Facciamo spese al centro commerciale 「ショッピングセンターで買い物だゾ」 - shoppingusenta de kaimono da zo | 17 agosto 2001    | 21 ottobre 2009                                |
| 408         | 96c 100a    | Che gioia andare ai bagni pubblici 「銭湯でさっぱりだゾ」 - sentō desapparida zo Scambiare un diario è pericoloso 「恐怖の交換日記だゾ」 - kyōfu no kōkannikki da zo | 24 agosto 2001    | 21 ottobre 2009 26 ottobre 2009                |
| 409         | 100b 100c   | Shiro torna con noi 「シロを連れてきちゃったゾ」 - shiro wo tsure tekichatta zo In estate voglio andare al mare 「夏の海に行きたいゾ」 - natsu no umi ni iki tai zo | 31 agosto 2001    | 26 ottobre 2009                                |
| 410         | –           | 「2人は最強の姉妹だゾ」 - 2 nin ha saikyō no shimai da zo 「雨漏りで大変だゾ」 - amamori de taihen da zo | 7 settembre 2001  | —                                              |
| 411         | –           | 「おメメが赤くなっちゃったゾ」 - o meme ga akaku nacchatta zo 「受験生は悩みが多いゾ」 - jukensei ha nayami ga ooi zo | 14 settembre 2001 | —                                              |
| 412         | –           | 「食べちゃったので言えないゾ」 - tabechi yattanode ie nai zo 「ママゴトはトラブルのモトだゾ」 - mamagoto ha toraburu no moto da zo | 21 settembre 2001 | —                                              |
| Speciale 30 | –           | 「魔法使いしんちゃんだゾ」 - mahōtsukai shinchanda zo 「お家がなかなか建たないゾ」 - o ie ganakanaka tata nai zo | 5 ottobre 2001    | —                                              |
| 413         | –           | 「アツミのプチ家出だゾ」 - atsumi no puchi iede da zo 「変身すると怖くないゾ」 - henshin suruto kowaku nai zo | 12 ottobre 2001   | —                                              |
| 414         | –           | 「オーディションを応援するゾ」 - odeishon wo ōen suru zo 「ギックリ腰母ちゃんだゾ」 - gikkuri koshi kaachan da zo | 19 ottobre 2001   | —                                              |
| 415         | –           | 「園長先生が心配だゾ」 - enchō sensei ga shinpai da zo 「熱出し母ちゃんだゾ」 - netsu dashi kaachan da zo | 26 ottobre 2001   | —                                              |
| 416         | –           | 「よしなが先生のヒミツだゾ」 - yoshinaga sensei no himitsu da zo 「みんな納豆が大好きだゾ」 - minna nattō ga daisuki da zo | 2 novembre 2001   | —                                              |
| 417         | –           | 「小さな親切をお探しするゾ」 - chiisa na shinsetsu woo sagashi suru zo 「父ちゃんはついてないゾ」 - tōchan hatsuitenai zo | 9 novembre 2001   | —                                              |
| 418         | –           | 「あいちゃんの発表会だゾ」 - aichanno happyōkai da zo 「消えたシロだゾ」 - kie ta shiro da zo | 16 novembre 2001  | —                                              |
| 419         | –           | 「オー！牧場は広いゾ１」 - o! bokujō ha hiroi zo 1 「オー！牧場は広いゾ２」 - o! bokujō ha hiroi zo 2 | 23 novembre 2001  | —                                              |
| 420         | –           | 「風間くんが大ピンチだゾ」 - kazama kunga dai pinchi da zo 「日曜大工はとくいだゾ」 - nichiyōdaiku hatokuida zo | 30 novembre 2001  | —                                              |
| 421         | –           | 「こたつから出たくないゾ」 - kotatsukara deta kunai zo 「寒い朝でもジョギングだゾ」 - samui asa demo jogingu da zo | 7 dicembre 2001   | —                                              |
| 422         | –           | 「風間くんはオトナだゾ」 - kazama kunha otona da zo 「オラも着物を着るゾ」 - ora mo kimono wo kiru zo | 14 dicembre 2001  | —                                              |
| Speciale 31 | –           | 「クレヨンウォーズ〈再〉」 - Kureyon'u~ōzu 〈Sai〉 「５人目の家族だゾ」 - 5 hitome no kazoku da zo 「町内の大掃除だゾ」 - chōnai no oosōji da zo | 21 dicembre 2001  | —                                              |